# دی‌فسفر تترایدید
دی‌فسفر تترایدید (به انگلیسی: Diphosphorus tetraiodide) با فرمول شیمیایی P۲I۴ یک ترکیب شیمیایی است. که جرم مولی آن ۵۶۹٫۵۷ g/mol می‌باشد. شکل ظاهری این ترکیب، جامد زرد کمرنگ است.